# Monte Zebrú
Monte Zebrù to szczyt w Masywie Ortleru w szwajcarskich Alpach Retyckich. Leży na granicy dwóch włoskich prowincji: Południowy Tyrol i Sondrio. Góra posiada dwa wierzchołki: wyższy, północno-zachodni (3735 m n.p.m.) oraz niższy, południowo-wschodni (3724 m n.p.m.).
Pierwszego wejścia w 29 września 1866, dokonali Johann Pinggera i Kartografen Julius Payer.